# Selidosema aragonensis
Selidosema aragonensis är en fjärilsart som beskrevs av Karl Schawerda 1927. Selidosema aragonensis ingår i släktet Selidosema och familjen mätare. Inga underarter finns listade i Catalogue of Life.